# Migliarino
Migliarino is een gemeente in de Italiaanse provincie Ferrara (regio Emilia-Romagna) en telt 3681 inwoners (31-12-2004). De oppervlakte bedraagt 35,4 km², de bevolkingsdichtheid is 105 inwoners per km².

## Demografie
Migliarino telt ongeveer 1577 huishoudens. Het aantal inwoners daalde in de periode 1991-2001 met 8,8% volgens cijfers uit de tienjaarlijkse volkstellingen van ISTAT.
| Jaar | Inwoneraantal |
| ---- | ------------- |
| 1991 | 4029          |
| 2001 | 3674          |

## Geografie
De gemeente ligt op ongeveer 2 meter boven zeeniveau.
Migliarino grenst aan de volgende gemeenten: Ostellato, Migliaro, Tresigallo.

## Geboren
- Scipione Borghese (1871-1927), ondernemer en rallypiloot